# Cave Automatic Virtual Environment

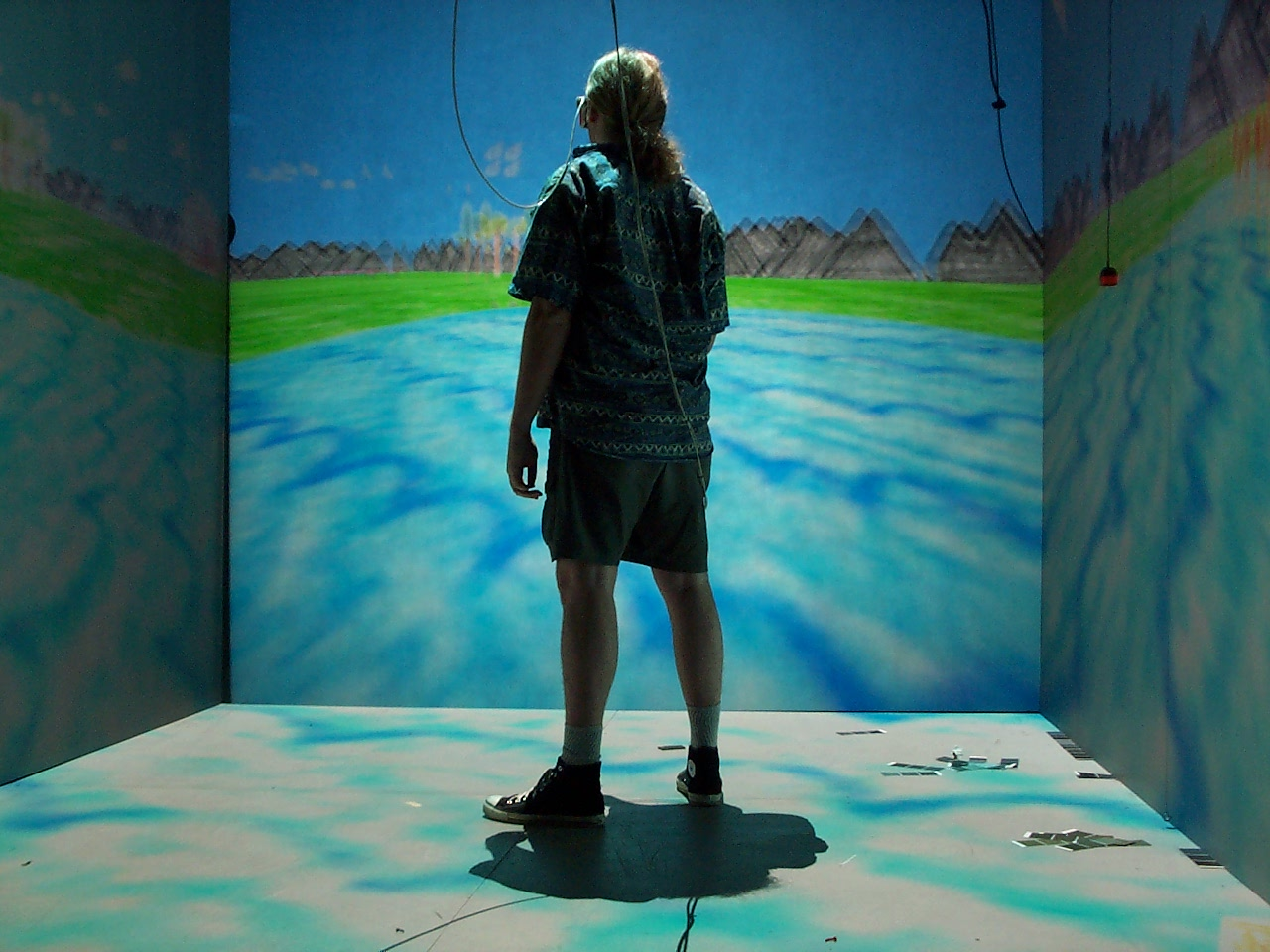
Die CAVE am Electronic Visualization Laboratory der University of Illinois at Chicago

Der aus dem Englischen stammende Begriff Cave Automatic Virtual Environment (abgekürzt: CAVE; wörtlich übersetzt: Höhle mit automatisierter, virtueller Umwelt) bezeichnet einen Raum zur Projektion einer dreidimensionalen Illusionswelt der virtuellen Realität. Das System findet ab den 1990er Jahren Verbreitung vor allem in Forschung und Industrie, etwa beim Autodesign. Im Gegensatz zu  Head-Mounted Displays bietet eine CAVE mehreren Nutzern gleichzeitig die Möglichkeit eine virtuelle Welt zu erleben.

## Details
Das NCSA definiert CAVE als „an immersive virtual reality facility designed for the exploration of and interaction with spatially engaging environments“. Eine CAVE kann auf verschiedene Weisen realisiert werden. Eine Möglichkeit ist ein Würfel mit bis zu sechs Projektionsflächen, unter Umständen wird also auch ein gläserner Boden von unten mit Projektoren bestrahlt. Gegebenenfalls muss eine Wand zum Betreten des Raumes verschoben werden. Außer über Projektionen können CAVES auch durch 3D-fähige LED-Wände oder LC-Displays realisiert werden.
Die Bezeichnung CAVE erinnert bewusst an das Höhlengleichnis in Platons Republik, das sich mit dem Verhältnis von Wahrnehmung und Erkenntnis sowie Realität und Illusion beschäftigt.
Der Prototyp eines Geräts zur Echtzeit-Visualisierung von Kunst und Wissenschaft für mehrere Menschen in einem Raum wurde von dem Kunstprofessor Daniel Sandin und den Informatikern Tom DeFanti und Carolina Cruz-Neira an der University of Illinois at Chicago entwickelt und 1992 auf der SIGGRAPH vorgestellt.
Ein vergleichbares VR-System ist ImmersaDesk. Eine verwandte Technik ist die Immersion.

## Anwendungsgebiete

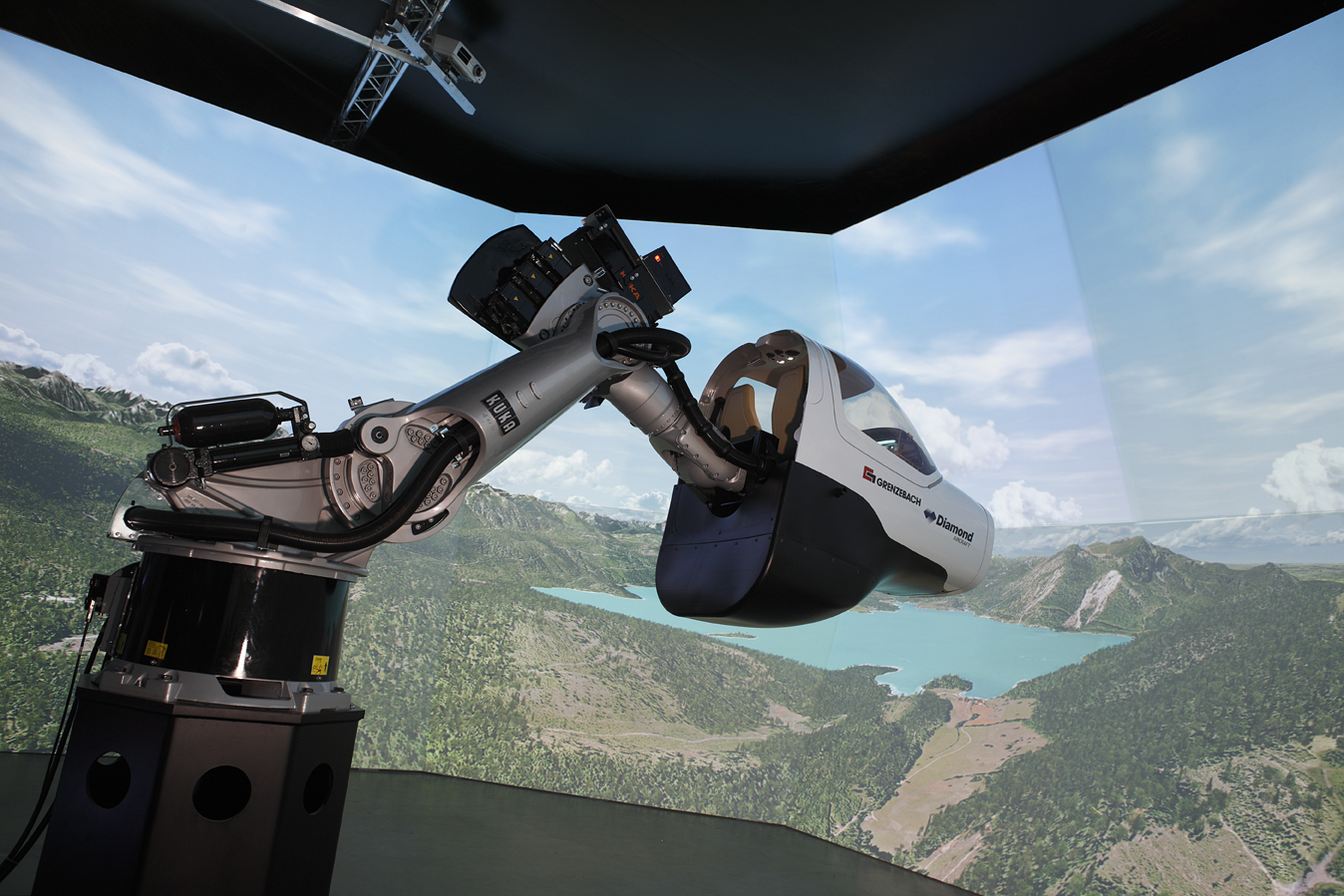
Flugsimulator in einer CAVE

Eine CAVE kann für verschiedene Bereiche genutzt werden:
- Im Bereich des CAD werden zunehmend CAVE-Systeme eingesetzt, die den Entwicklern in einem dreidimensionalen Panoramasystem das spätere Aussehen von Geräten oder Gebäuden vermitteln sollen.
- Konstruktion/Telepräsenz: Ingenieure können mit der CAVE-Technologie über große Distanzen an virtuellen Konstruktionen arbeiten.
- Simulation: Im Trainings- und Ausbildungsbereich werden Systeme verwendet, bei denen die Auszubildenden sich in einer CAVE bewegen und sogar mit computergesteuerten Figuren interagieren können, z. B. Flugsimulatoren.
- Medizinische Forschung: Wissenschaftler benutzen CAVEs für eine Vielzahl an medizinischen Projekten, zum Beispiel zur Darstellung des Herzens, von Enzymen oder zur DNA-Forschung.
- Unterhaltung: Die Immersion in Videospielen wird verstärkt. Für die 3D-Spiele Doom, Quake II und Quake III Arena existieren schon funktionsfähige Portierungen.
- Nutzung im Bereich der Psychologie und Psychotherapie (z. B. virtuelle Räume in Form von immersiver Kunst am Beispiel der AlphaSphere).[2]

## Alternativen
Eine andere Möglichkeit, den Benutzer in eine künstliche Welt eintauchen zu lassen, ist die Darstellung auf einem Head-Mounted Display. 